# Anthony Rossomando
Anthony Rossomando, född 21 februari 1976 i Hamden, Connecticut, är gitarrist i indierock-bandet Dirty Pretty Things. Han har tidigare varit ersättare åt Pete Doherty i The Libertines, till följd av Dohertys drogmissbruk. Rossomando är också medlem i New York/Bostonbandet The Damn Personals.
Han kommer från Hamden, Connecticut, där han spelade trumpet i skabandet J.C. Superska. Han flyttade senare till Boston där han gick med i skagruppen Johnny Too Bad and the Strikeouts och spelade gitarr. I början av Dirty Pretty Things "Bang Bang You're Dead" spelar Rossomando kornett.
Anthony Rossomando är supporter av Love Music Hate Racism, en antirasistisk kampanj i Storbritannien.

## Diskografi
På Soundtrack
- The Rime of the Modern Mariner (2010)

Som producent
- Accidental Happiness - EP (2014) – Ida Maria
- Big Things (2010) – Fiction
- Parakeets (2010) – Fiction

Som låtskrivare
- "Bang Bang You're Dead" (2006) – Dirty Pretty Things
- "Waiting" (2010) – MNDR
- "Somebody to Love Me" (2010) – Mark Ronson feat. Boy George och Andrew Wyatt
- "Glass Mountain Trust" (2010) – Mark Ronson feat. D'Angelo
- "Battlecry" (2016) – Digitalism
- "Shallow" (2018) – Lady Gaga & Bradley Cooper
- "Hurt By You" (2020) – Donna Missal